# Hitna pomoć
Hitna pomoć ili hitna medicinska pomoć, ponegdje i Služba hitne pomoći, poseban je vid zdravstvene zaštite čije je glavno obilježje izvanbolničko djelovanje s ciljem pružanja neophodne i neodgodive medicinske pomoći, čijim bi se nepoduzimanjem teže narušilo zdravlje ili izazvalo trajno oštećenje zdravlja i ugrozio život bolesnika.
Djeluje u skladu sa zakonima i propisima o zdravstvenoj zaštiti i zdravstvenom osiguranju. Neophodna je sastavnica zdravstvenog sustava u svakoj državi.